# Музеј фотографије у Солуну
Музеј фотографије (грч. Μουσείο Φωτογραφίας Θεσσαλονίκης) налази се у Солуну. Од свог оснивања 1997. године, до садашњег облика у музејском простору у луци Солун, представља референтну тачку за културу и историју града. Од 2006. до 2014. посетило га је преко 1.000.000 људи док је организовано преко 360 изложби у 26 градова у Грчкој и иностранству.

## Историја

### Од оснивања до коначног облика
Године 1987. основан је Хеленски музеј фотографије приватном иницијативом архитекте и фотографа Арија Георгијуа, фотографа и фолклористе Јаниса Ванидиса и академика и конзерватора Апостолоса Марулиса. На овај начин створена је прва фотографска колекција, која ће бити основа за оснивање будућег Музеја савремене фотографије. Данашњи облик је стекао 1997. државним законом (Закон 2557/1997) као правно лице, а 1998. је била прва година рада под новим режимом са директором Аријем Георгијем, под надзором Министарства културе Грчке које има одговорност да именује руководство музеја. Њиме руководи директор, који има четворогодишњи мандат, а именује га Министарство културе. Њено поступање надзире петочлана пореска управа коју такође именује надлежно министарство.
Од 2001. године Музеј фотографије је смештен на првом спрату складишта А у луци Солун. Априла 2017. године створена је јединствена Метрополитанска организација музеја визуелних уметности Солуна у оквиру које су Државни музеј савремене уметности са својим посебним одељењима, Центром савремене уметности Солуна и Музејом фотографије Солуна, и Македонски музеј савремене уметности су уједињени.
Године 2018. завршено је спајање укупно пет солунских уметничких музеја. То је иновативна организација која представља модел за рад одговарајућих културних тела у земљи и под називом Метрополитенска организација музеја визуелних уметности у Солуну сада је судомовиште Државног музеја савремене уметности, Македонски музеј савремене уметности (преименован у Музеј савремене уметности-збирке Државног музеја савремене уметности и Македонски музеј савремене уметности), Центар савремене уметности у Солуну (сада као Центар за експерименталну уметност), али и Музеј фотографије у Солуну као и Музеј Алекса Милонаса (који чувају своја имена).

## Делатност
Музеј, мимо свог музејског карактера (сакупљање и проучавање фотографија уметничке вредности, стварање уређеног архива и сл.), издаје књиге, организује различите активности (едукативни програми, вођења, изложбе, предавања и др.) и фестивале уз учешће у одговарајућим акцијама других тела у циљу промоције медија фотографије који су заједнички основали Европски центар за развој стручног образовања и обуке.
Музеј такође има образовне програме о историји фотографије и техникама које се користе. Поред тога, сам музеј, као културно тело, објавио је десетине књига на тему слике. Од 2008. године организује међународни фестивал фотографије „Фотобијенале” на којем се излажу радови како афирмисаних тако и нових стваралаца, одржавају се паралелне акције, док се награда за учешће Thessaloniki Photomuseum/CEDEFOP Award  додељује у сарадњи са Европским центром за развој стручног образовања и обуке.
У мају 2010. године, музеј је представи изложбу историјске фотографије у јединственом историјском споменику Солуна, Ротонди, која је годинама била затворена (отворена само за верске догађаје). Изложба је окупила 60.000 посетилаца из целог света.
У истраживању спроведеном 2014. године, Музеј фотографије се показао као најпопуларнији музеј у граду.

## Архивска грађа и збирке
Архива и збирке музеја чине око 100.000 предмета. Музеј фотографије поседује девет историјских архива фотографа и колекционара (као што су Фредерик Бојсон, Даниел Бонд-Бови, Нелис Суиултзоглу, Димитрис Летсиу, Сократис Јорданидис, Костас Балафа, Ђанис Стилиану и Анђело Ђано Ђану) али и колекције стечене куповином и донацијама које обухватају око 5000 фотографских радова 300 грчких и страних стваралаца који покривају временски период од 1970-их до данас.
У пожару на изнајмљеном магацину фирме „Орфеус Веиноглу” у Синдосу, где је похрањен само део штампаних фотографија из савремене збирке музеја, 1985 од више од 5200 дела музејске збирке је 2. маја 2012. уништено, дела грчких и страних стваралаца. Према речима руководства музеја, 95 одсто оштећених дела може се спасити уз помоћ рестаураторских техника. Истовремено, поштујући све законске процедуре, музеј је приступио свим потребним радњама (идентификација радова, завршетак административних поступака, издавање декларисаних аката, радње за вршење вредности осигурања итд.), док је у исто време код себе организовао конференцију за новинаре и радионицу у Музеју кикладске уметности, на којој је била тема обнављања дела његове савремене колекције. На ова два догађаја присуствовао је Гзавије Канон, директор Музеја фотографије Шарлроа. Од 2013. године започети су радови на реконструкцији оштећених радова, уз помоћ француске амбасаде и Музеја фотографије у Шарлроу.